# NGC 109
NGC 109 (ook wel PGC 1633, UGC 251, MCG 4-2-20, ZWG 479.31, KCPG 8B of NPM1G +21.0018) is een balkspiraalstelsel in het sterrenbeeld Andromeda die op ongeveer 250 miljoen lichtjaar afstand van de Aarde staat.
NGC 109 werd op 8 oktober 1861 ontdekt door de Duits-Deense astronoom Heinrich Louis d’Arrest.